# La Crise de la flotte noire
La Crise de la flotte noire (titre original : Black Fleet Crisis) est une trilogie de romans de science-fiction écrits par Michael P. Kube-McDowell et placés dans l'univers étendu de Star Wars. Elle est constituée des romans La tempête approche (Before the Storm), Le Bouclier furtif (Shield of Lies) et Le Défi du tyran (Tyrant's Test).

## La tempête approche
La tempête approche (titre original : Before the Storm) est un roman de science-fiction de Michael P. Kube-McDowell s'inscrivant dans l'univers étendu de Star Wars. Publié aux États-Unis par Bantam Spectra en 1996, puis traduit en français et publié par les éditions Fleuve noir en 1999,, il est le premier roman de la série intitulée La Crise de la flotte noire. Il se déroule seize ans après la bataille de Yavin.

## Le Bouclier furtif
Le Bouclier furtif (titre original : Shield of Lies) est un roman de science-fiction de Michael P. Kube-McDowell s'inscrivant dans l'univers étendu de Star Wars. Publié aux États-Unis par Bantam Spectra en 1996, puis traduit en français et publié par les éditions Fleuve noir en 1999,, il est le deuxième roman de la série intitulée La Crise de la flotte noire. Il se déroule dix-sept ans après la bataille de Yavin.

## Le Défi du tyran
Le Défi du tyran (titre original : Tyrant's Test) est un roman de science-fiction de Michael P. Kube-McDowell s'inscrivant dans l'univers étendu de Star Wars. Publié aux États-Unis par Bantam Spectra en 1996, puis traduit en français et publié par les éditions Fleuve noir en 1999,, il est le troisième roman de la série intitulée La Crise de la flotte noire. Il se déroule dix-sept ans après la bataille de Yavin.

## Personnages

### Nouvelle République
- Chef de l'État Leia Organa Solo
- Commodore Han Solo
- Commandeur Suprême Ackbar
- Directeur d'Alpha Blue Hiram Drayson
- Premier Administrateur Nanaod Engh
- Président du Sénat Behn-kil-nahm
- Ministre d'État Falanthas
- Grand Maître Luke Skywalker (Praxeum Jedi, allié de la Nouvelle République)
- Général Etahn A'Baht
- Sénateur Tig Peramis

### Ligue Duskhan, Protectorat Yevethan
- Viceroi Nil Spaar
- Primate Dar Bille
- Moff Tragg Brathis (Grande Union Impériale, État satellite de la Confédération Duskhan)
- Proctor de la Défense Tho Voota
- Consul extraordinaire de Paqwepori Belezaboth Ourn (indirectement)
- Proctor de N'Zoth (capitale de la Ligue Duskhan) Tal Fraan

### Vestiges de l'Empire
- Major Sil Sorannan
- Commandant Praget